# Said Nursi
Said Nursi (Nurs, 1877 - Şanlıurfa, 23 maart 1960) was een Koerdische islamgeleerde uit het Osmaanse Rijk. Daarnaast schreef hij ongeveer 130 verhandelingen (de Risale-i Nur-collectie) over de Koran, die in meer dan 50 talen zijn vertaald.

## Jeugd
Said Nursi werd in 1877 geboren in een Koerdische gemeenschap in het dorpje Nurs in de Oost-Turkse provincie Bitlis. Hij was een afstammeling van de profeet Mohammed. {{fact}} Zijn vader stamde af van Hasan, zijn moeder van Hoeseyn (beide waren kleinkinderen van de profeet). Tot negenjarige leeftijd kreeg Said Nursi onderwijs van zijn oudere broer Abdullah. Daarna werd hij naar verschillende madrassa van de oelema uit de omgeving gestuurd. Hier leerde hij in korte tijd de klassieke islamitische lessen uit zijn hoofd en ontving de titel Moellah. Dit wekte verbazing en waardering op van de islamitische geleerden. Hierdoor kreeg hij uiteindelijk ook de titel "Bediuzzaman", oftewel 'de onberispelijke van zijn tijd'. Hij deelt zijn leven zelf in in twee delen: de periode van de Oude Said, waarin hij de islam tot dienst wil staan door middel van politiek, van zijn eerste bezoek aan Istanboel in 1907, tot aan de Eerste Wereldoorlog. De periode van de nieuwe Said is van zijn verbanning naar Barla in 1926 tot aan zijn overlijden in 1960. In de tussenliggende periode is hij vooral met wetenschappen en godsdienst bezig.

## De periode tot 1926
Vanwege zijn grote kennis over de islam werd hij uitgenodigd door de gouverneur van de stad Van om naar zijn stad te komen. Hier kwam hij in contact met moderne wetenschappen en leerde hij Turks spreken. Hierdoor kwam hij op het idee, dat er scholen geopend moesten worden die gelijktijdig zowel de godsdienstige als ook de moderne wetenschappen zouden onderwijzen. In het boek Münazarat (de Debatten) gaat hij hierop in.
In Van hoorde hij, dat de toenmalige Britse Minister van Koloniën, Gladstone de Koran niet samen zag met vrede. Said Nursi wilde het tegendeel bewijzen en aan de wereld laten zien, dat de Koran een "altijd aanwezige spirituele zon zou zijn". Dit moment is een omslagpunt in zijn leven gebleken. Hij besloot dat de enige manier om het tegen de ongelovigen (het Europa, dat erop uit was om het Ottomaanse Rijk omver te werpen) op te nemen, was door de moslims zo sterk op te leiden in brede zin, dat ze het Westen zouden overklassen, zowel in intellectuele, als spirituele aard.
In 1907 ging Said Nursi naar Istanboel. Hij wilde zijn naam vestigen als kenner van de islam en hing een briefje op de deur met de tekst: "Alle vragen over de wetenschap en het geloof worden hier beantwoord". Volgens hemzelf had hij overal antwoorden op, omdat hij in zijn dromen de vragen al had gezien. In Istanboel zocht hij steun om in Van en Diyarbakır een leerschool te stichten, de Medresetü’z-Zehra.
Op 31 maart 1909 werd Said Nursi gearresteerd en moest hij verschijnen voor de rechter. Hij werd beschuldigd van deelname in de revolutie tegen het Ottomaanse Rijk. Hij werd echter vrijgesproken.
Hierna keerde Said Nursi terug naar Istanboel om nogmaals steun te vragen voor zijn universiteit in het Oosten. Hij overtuigde de sultan dat Oostelijk Anatolië, als centrum van de islamitische wereld, een grotere behoefte aan een universiteit had. Zijn verzoek werd gehonoreerd en het project werd gestart. Kort hierna brak echter de Eerste Wereldoorlog uit en moest het project weer worden gestopt. Said Nursi en zijn studenten bewapenden zich en sloten zich aan bij het leger. Said Nursi kreeg de leiding over de militiekrachten.
Tijdens de aanval van de Russen op Anatolië, hielden Said Nursi en zijn studenten in Gevaş de Russen tegen zodat de vluchtende mensen en hun families niet in Russische handen zouden vallen. Toen de Russen Van en Bitlis bezetten, wisten Said Nursi en zijn studenten dertig grote kanonnen uit handen van de Russen te houden en verhinderden zo de verovering van Bitlis. Voor zijn bijdrage aan de oorlog werd hem bij aankomst, op aanbeveling van het leger, een medaille toegekend. In Bitlis viel Said Nursi in een waterbuis en brak zijn enkel, na 33 uur werd hij gevangengenomen door de Russen en naar een concentratiekamp in Kostroma aan de Rivier de Wolga gestuurd, waar hij twee jaar verbleef.
Na twee jaar gevangenschap wist Said Nursi te ontsnappen en keerde hij terug naar Istanboel. Daar kreeg hij een aanstelling bij de Darü'l-hikmeti'l-Islamiye, een vraagbaak bestaande uit de hoogste geleerden. Zijn benoeming tot de rang van Mahrec werd verordend door de Kalief.
Na de bezetting van Istanboel door de Britten, kwam Said Nursi in opstand tegen de bezetting. Hij verwoordt zijn mening hierover in de Zes Stappen (Hutuvat-ı Sitte). Het nieuwe Turkse parlement merkte deze opstand op en nodigde Said uit om de nieuwe minister van religie onder Kemal Atatürk te worden. Hij weigerde echter, waardoor hij zich verwijderde van Atatürks gedachtegoed.

## De periode 1926-1950
Er ontstonden steeds meer problemen tussen Said Nursi en de seculiere politiek van Turkije onder Atatürk. Uiteindelijk werd besloten om Said te verbannen, eerst naar Burdur, later naar Isparta en uiteindelijk naar het verafgelegen dorp Barla. Hier ligt het begin van de Risale-i Nur boeken (letterlijk 'brief van het licht'). Deze boeken werden geschreven om de gelovige mensen bij te staan en aan te moedigen in hun geloof.
In 1934 werd hij overgeplaatst van Barla naar Isparta. Op 27 april 1935 werd hij daar gearresteerd wegens het beramen van plannen om de regering omver te werpen en samen met 120 van zijn studenten overgebracht naar Eskişehir. Hier werd hij veroordeeld tot een gevangenisstraf van elf maanden. Daarnaast werden vijftien van zijn studenten veroordeeld tot zes maanden gevangenisstraf.
Op 27 maart 1936 werd Said Nursi overgeplaatst naar Kastamonu. Daar werd hij onder streng toezicht geplaatst en in ballingschap gehouden.
Op 20 september 1943 werd Said Nursi samen met 120 van zijn studenten overgeplaatst van Kastamonu naar het Gerechtshof van Denizli. Hier werd hij berecht voor het organiseren van een geheime beweging en het oprichten van een beweging. Zijn werken werden in detail onderzocht door een commissie van deskundigen, hetgeen leidde tot een vrijsprekend rapport.
Op 16 juni 1944 oordeelde het Hof van Denizli tot vrijspraak van iedereen. Op 30 december 1944 werd dit in hoger beroep bekrachtigd en werd de zaak gesloten. Echter, deze uitspraak liet negen maanden op zich wachten en in deze periode werd Said Nursi enkele malen vergiftigd.
Na zijn vrijspraak in juni verbleef Said Nursi nog twee maanden in het Denizli Şehir Hotel. Echter, op bevel van Ankara werd hij in augustus naar Emirdağ gestuurd. In Emirdağ werd Nursi onder constant toezicht geplaatst en werd hem belet contact te hebben met zijn bezoekers.
Op 23 december 1947 werd Said Nursi in Emirdağ gearresteerd en belandde hij in de gevangenis van Afyon. Op 6 december 1947 werd hij op basis van zwak bewijsmateriaal door het Arrondissement van Afyon veroordeeld tot een gevangenisstraf van twintig maanden. De rechtszaak werd vervolgens in hoger beroep behandeld, welke besliste dat "aangezien de vrijspraak voor dezelfde tenlastelegging door het Hof van Denizli is bekrachtigd, dan noch kan dezelfde rechtszaak niet opnieuw behandeld worden." Desondanks besliste het Arrondissement van Afyon het opnieuw te proberen. De gedaagden eisten dat het besluit van het Hoger Beroep werd aangehouden, maar op voorwendsel van de voltooiing van sommige fouten in de vorige rechtszaak, begon het Arrondissement opnieuw met een onderzoek. Uiteindelijk werd Said Nursi op 20 september 1949 ontslagen van de gevangenis in Afyon.

## De periode 1950-1960
Op 20 november 1949 ging Said Nursi voor de tweede keer naar Emirdağ. Ongeveer twee jaar bleef Said Nursi in Emirdağ. Tot 1950 had hij geen toestemming om vanaf zijn verplichte woonplaats ook maar ergens naartoe te gaan. In 1951 ging hij naar Eskişehir en verbleef anderhalve maand in het “Yıldız” Hotel. Daar hield hij lezingen aan de studenten van de Risale-i Nur. Daaropvolgend ging hij naar Isparta, waar hij ongeveer twee en een halve maand verbleef en toen naar Istanboel werd geroepen voor de rechtszaak van zijn werk “Gençlik Rehberi”, Leidraad voor de Jongeren. In januari 1952 kwam hij aan in Istanboel.
Een aantal studenten van de Risale-i Nur hadden in Istanboel de Leidraad voor de Jongeren gedrukt en daardoor werd Said Nursi, in het kader van Artikel 163 van het strafrecht, aangeklaagd. De rechtszaak werd gehouden in het Gerechtshof van Istanboel. Bij de tweede hoorzitting, op 5 maart 1952, besliste het hof dat de gedaagden vrijgesproken werden. Kort daarna keerde Said Nursi terug naar Emirdağ. In de zomer van het volgende jaar, 1953, ging hij naar Isparta. In Isparta huurde Said Nursi een huis en samen met vier of vijf van zijn studenten veranderden zij het in een leerschool ook wel ”Medrese-i Nuriye” genoemd.
Ondertussen liep de rechtszaak in Afyon door en uiteindelijk duurde deze acht jaar. In hoger beroep vernietigde het Hof van Afyon de inbeslagname van alle exemplaren van de Risale-i Nur. Naar aanleiding van dit besluit werd er weer een nauwkeurig onderzoek gestart. De commissie van deskundigen, die bestond uit leden van de Adviserende Raad van het Directoraat van Godsdienstige Zaken, kwamen hierop weer met een positief rapport. Uiteindelijk besliste het Gerechtshof van Afyon dat de boeken aan hun eigenaars teruggegeven moesten worden.
Zodoende werd in 1958 de Risale-i Nur voor het eerst officieel in Ankara gedrukt. Eerst verscheen “Sözler” (de Woorden), “Mektûbat” (de Brieven), “Lem'alar” (de Flitsen), ”Tarihçe-i Hayat” (de biografie van Said Nursi) en uiteindelijk werden alle delen van de Risale-i Nur gedrukt. Eerst in Ankara en vervolgens ook in Istanboel. Met toestemming van de overheid konden de boeken voortaan vrij gedrukt en verkocht worden. Said Nursi zei op dit gelukkige moment: "Dit is te beschouwen als een feestdag voor de Risale-i Nur. Nu ben ik gelukkig en ben ik bereid om naar het hiernamaals te vertrekken."
Na 25 jaar bezocht Said Nursi opnieuw Barla, het dorp waar de Risale-i Nur voor het eerst werd geschreven.
Op verzoek van zijn studenten bezocht Said Nursi in 1959 Ankara en verbleef daar drie dagen in het “Beyrut Palas Hotel”. Hij riep zijn belangrijkste studenten bijeen en gaf hen zijn laatste instructies. Een paar maanden later ging hij opnieuw naar Ankara. Dit keer werd hij bezocht door vele afgevaardigden van de Nationale Assemblage, die hem, vanuit islamitisch standpunt, om raad vroegen. Twee maanden later bezocht hij Istanboel, maar verbleef daar niet lang. In februari 1960, ging hij opnieuw naar Ankara. Maar de toen hield de regering hem tegen en liet Said Nursi omkeren. Said Nursi keerde terug naar Emirdağ. Ten slotte reisde hij naar Isparta om enkele dagen later te beginnen aan zijn laatste reis naar Urfa. In de nacht van 23 maart 1960 overleed Said Nursi.